# Abarema villifera
Espèce
Statut de conservation UICN

 NT (needs updating) : Quasi menacé
Abarema villifera est une espèce de plantes à fleurs de la famille des Fabacées présente au Venezuela et au Brésil.